# Boire dans une chaussure
La tradition de boire une boisson alcoolisée dans une chaussure se décline de plusieurs façons selon les pays.

## Champagne
En Russie, il s'agit de boire du champagne dans le chausson d'une danseuse pour saluer sa performance. Cette tradition se déplace vers la France à la fin du XIX avec du champagne dans une chaussure à talon d'une prostituée, et se généralise dans les années folles.

### Personnalité ayant été remarquée en train de boire dans une chaussure
- Henri de Prusse, en 1902 dans le Everleigh Club, un bordel de Chicago[2].

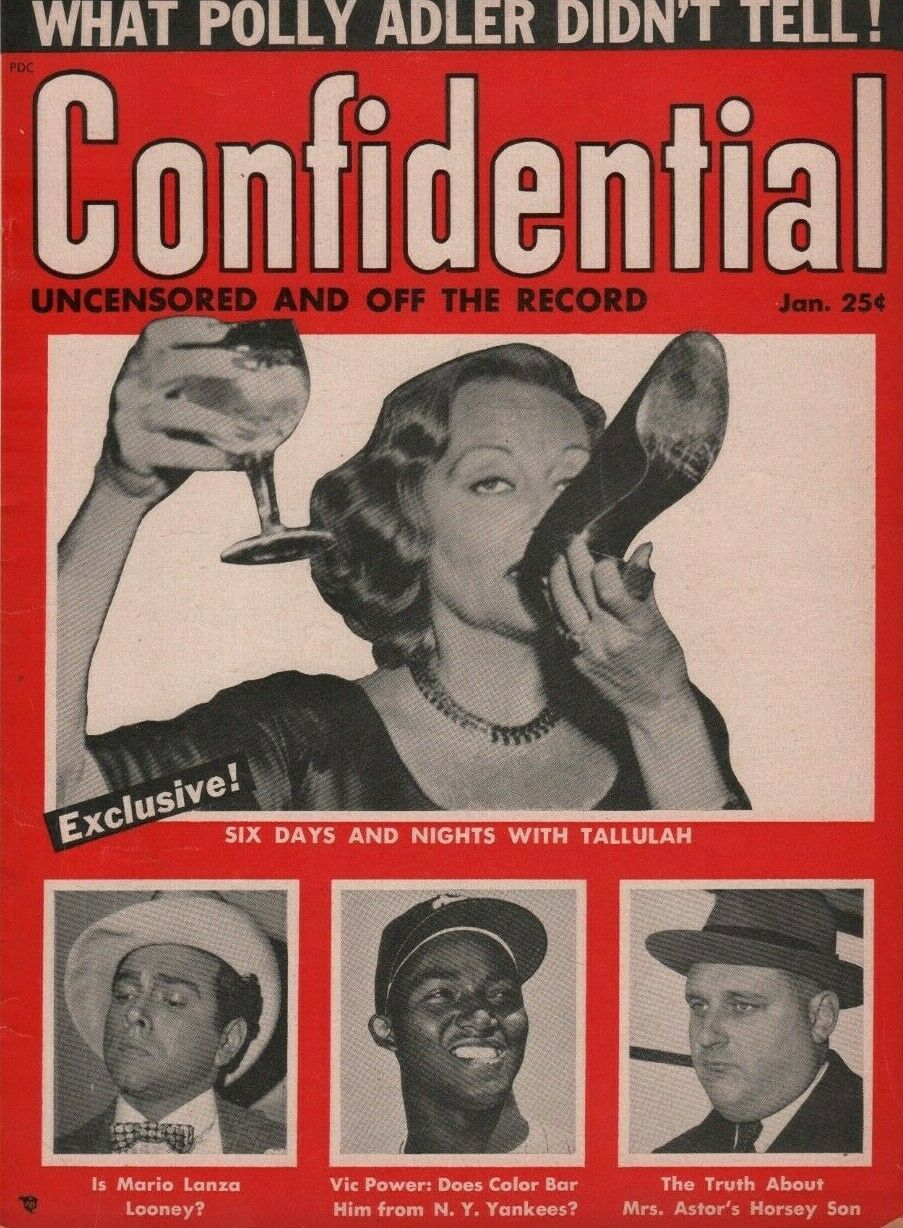
L'actrice Tallulah Bankhead en couverture d'un magazine de la presse à scandale en 1954.

- Tallulah Bankhead fait la couverture d'un magazine en 1954
- Dans l'album de Lucky-Luke Le Grand Duc, celui-ci boit dans la chaussure de la danseuse Laura Legs.

## Shoey
En Australie, la tradition consiste à boire une bière dans sa propre chaussure, ou dans celle d'une personne désignée.

### Personnalité ayant été remarquée en train de faire Shoey
- Le pilote de moto Jack Miller célèbre sa victoire au TT Circuit Assen en 2016 en faisant Shoey.

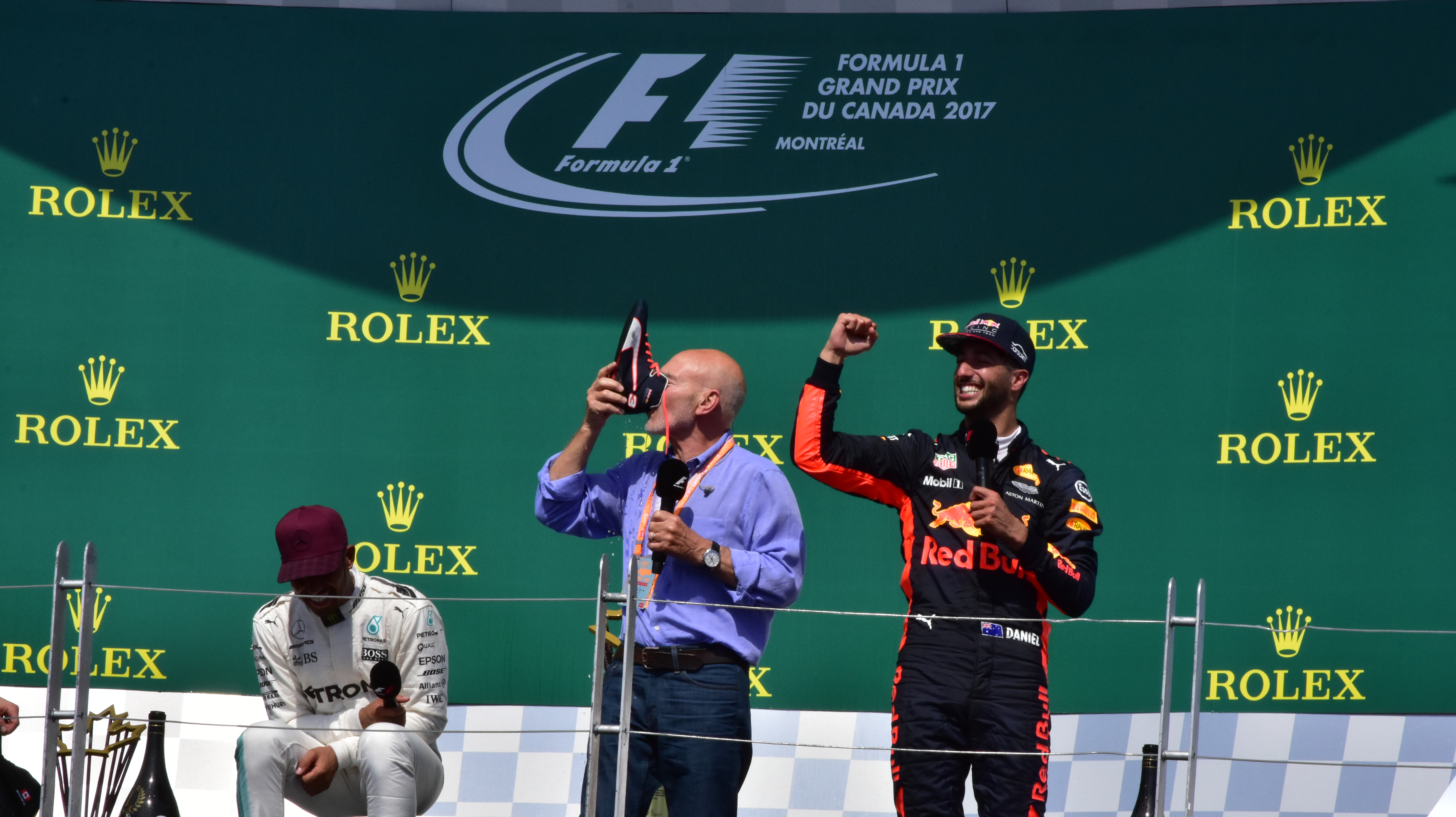
Daniel Ricciardo partageant un Shoey avec Patrick Stewart en 2017.

- Daniel Ricciardo fait Shoey pour la première fois en public pour sa performance au Grand Prix automobile d'Allemagne 2016[3]. Depuis, il propose même aux personnes à ses côtés de partager la bière, y compris des interviewers ou des acteurs.
- Le député australien Kyle McGinn clôture son discours d'adieu au parlement par un Shoey pour montrer que les députés sont des hommes comme les autres[4]
- Le chanteur Harry Styles fait Shoey lors d'un concert à Perth en 2023, en déplorant cette tradition dégoutante.
- Tai Tuivasa célèbre ses victoires en MMA par un Shoey. Il lui a même été demandé de ne plus boire dans la cage[5]. Le Daily Telegraph lui a attribué le surnom « Shoeyvasa »[6],[7]

## Tradition militaire

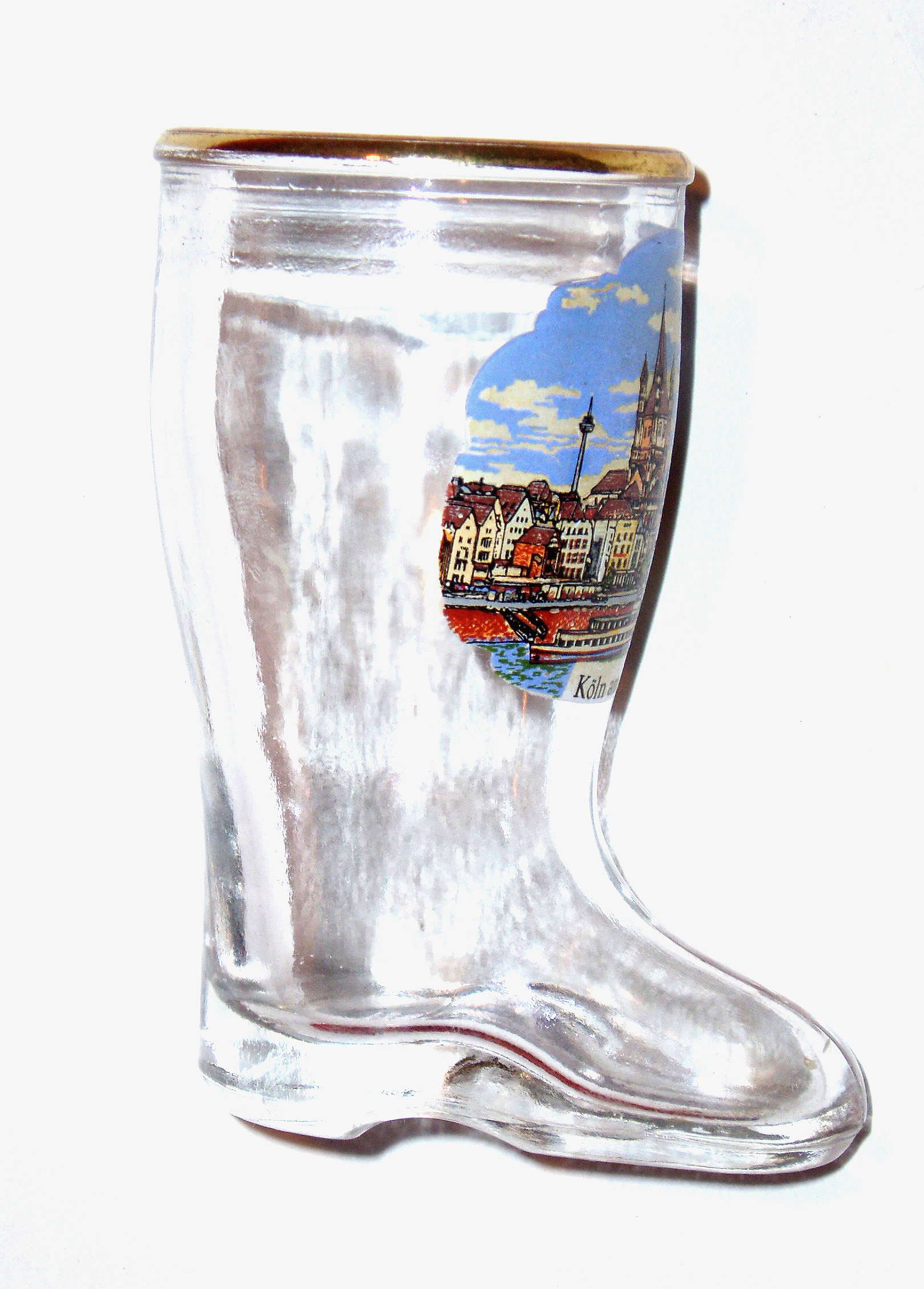
Un verre à bière en forme de botte

En Allemagne, boire dans ses bottes porte chance, selon une vieille tradition datant du Moyen Âge. Durant la première guerre mondiale, les soldats célébraient leur victoire en buvant dans la botte de leur général.